# اللغة الفوتية
اللغة الفوتية يتكلم بها الفوتيون في إنغريا. وهي يرتبط ارتباطاً وثيقا باللغة الإستونية وينتمي إلى مجموعة اللغات الفينية البلطيقية المتفرعة عن اللغات الأورالية. يتحدث الفوتية فقط قريتا كراكولي ولوجيتسي في منطقة كينغيسيب، مهددة بالانقراض. في عام 1989 كان هناك 62 المتحدث بها، أصغرهم سنا ولد في عام 1938. 24 ديسمبر 2005، كتبت صحيفة الإيكونوميست أن هناك فقط ما يقرب من 20 متحدثا. يزعم بعض اللغويين أن الفوتية ليست إلا لهجة من الإستونيا.
تراجعت في القرن التاسع عشر بالفعل لصالح الروسية (كان هناك نحو 1000 متحدث بها قبل بداية الحرب العالمية الأولى)، إلا أن اضمحلالها تسارع تحت الحكم السوفياتي، عندما تقلص عديد السكان الفوتيين بنسبة 90٪ بين عامي 1926 و1959. ومنذ ذلك الحين، أخفى الفوتيون قدر الإمكان هويتهم الفوتية، متظاهرين بكونهم روس في البيئة أغلبها روسي.